# Мариновка (Волгоградская область)
Мариновка — село в Калачёвском районе Волгоградской области России. Административный центр Мариновского сельского поселения.
Население — 862 (2010) чел.

## История
По одной из версий, происхождение села связано со строительством одной из первых в России железных дорог — Волго-Донской и появлением поселения железнодорожников, строителей. В поселении жила медсестра Марина Рогозина — единственный медработник на 60 км строящейся железной дороги. Она спасла жизнь и здоровье сотням рабочих, поэтому в память о ней поселение названо Мариновкой.
Вышеприведённая версия, однако, может быть подвергнута сомнению: Мариновка нанесена ещё на Столистовую карту Российской империи, составленную в 1804–1816 годах, то есть задолго до сооружения Волго-Донской железной дороги, а также на другие карты первой половины XIX века.
Согласно Списку населённых мест Земли Войска Донского в 1859 году владельческий посёлок Мариновка относился ко Второму Донскому округу. В слободе имелось 110 дворов, проживало 398 душ мужского и 378 женского пола.
К 1897 году Мариновка имела статус слободы, являлась центром отдельной волости, согласно переписи населения 1897 года в Мариновке проживало 647 душ мужского и 653 женского пола
Согласно Алфавитному списку населённых мест Области Войска Донского 1915 года в слободе Мариновке проживало уже 1082 души мужского и 1065 женского пола.
В 1928 году Мариновка вошла в состав Калачевского района Сталинградского округа Нижневолжского края (с 1934 года — Сталинградский край, с 1936 года — Сталинградская область, с 1961 года — Волгоградская область).
В годы Великой Отечественной войны на территории села происходили бои. Здесь в братской могиле был похоронен лётчик, лейтенант Ситник Иосиф Захарович — брат Серафимы Ситник.

## Общая физико-географическая характеристика
Мариновка расположена в степной зоне на юге Приволжской возвышенности, относящейся к Восточно-Европейской равнине, на правом берегу реки Карповка, на высоте около 45 метров над уровнем моря. Рельеф местности холмисто-равнинный, осложнён балками и оврагами. Почвы — каштановые солонцеватые и солончаковые.
Географическое положение
По автомобильным дорогам расстояние до областного центра города Волгограда составляет 56 км, до районного центра города Калач-на-Дону — 25 км.
Климат
Климат умеренный континентальный с жарким летом и малоснежной, иногда с большими холодами, зимой. Согласно классификации климатов Кёппена климат характеризуется как влажный континентальный (индекс Dfa). Температура воздуха имеет резко выраженный годовой ход. Среднегодовая температура положительная и составляет + 8,6 °С, средняя температура января −7,0 °С, июля +24,0 °С. Расчётная многолетняя норма осадков — 374 мм, наибольшее количество осадков выпадает в декабре и июне (по 39 мм), наименьшее в марте (23 мм).
Часовой пояс
Мариновка, как и вся Волгоградская область, находится в часовой зоне МСК (московское время). Смещение применяемого времени относительно UTC составляет +3:00.

## Население
| 1859 | 1873  | 1897  | 1915  | 2010 |
| ---- | ----- | ----- | ----- | ---- |
| 776  | ↗1034 | ↗1299 | ↗2147 | ↘862 |

## Инфраструктура
МКОУ «Мариновская основная школа».

## Транспорт
У села проходит федеральная автодорога А260.